# ストルテンホフ島

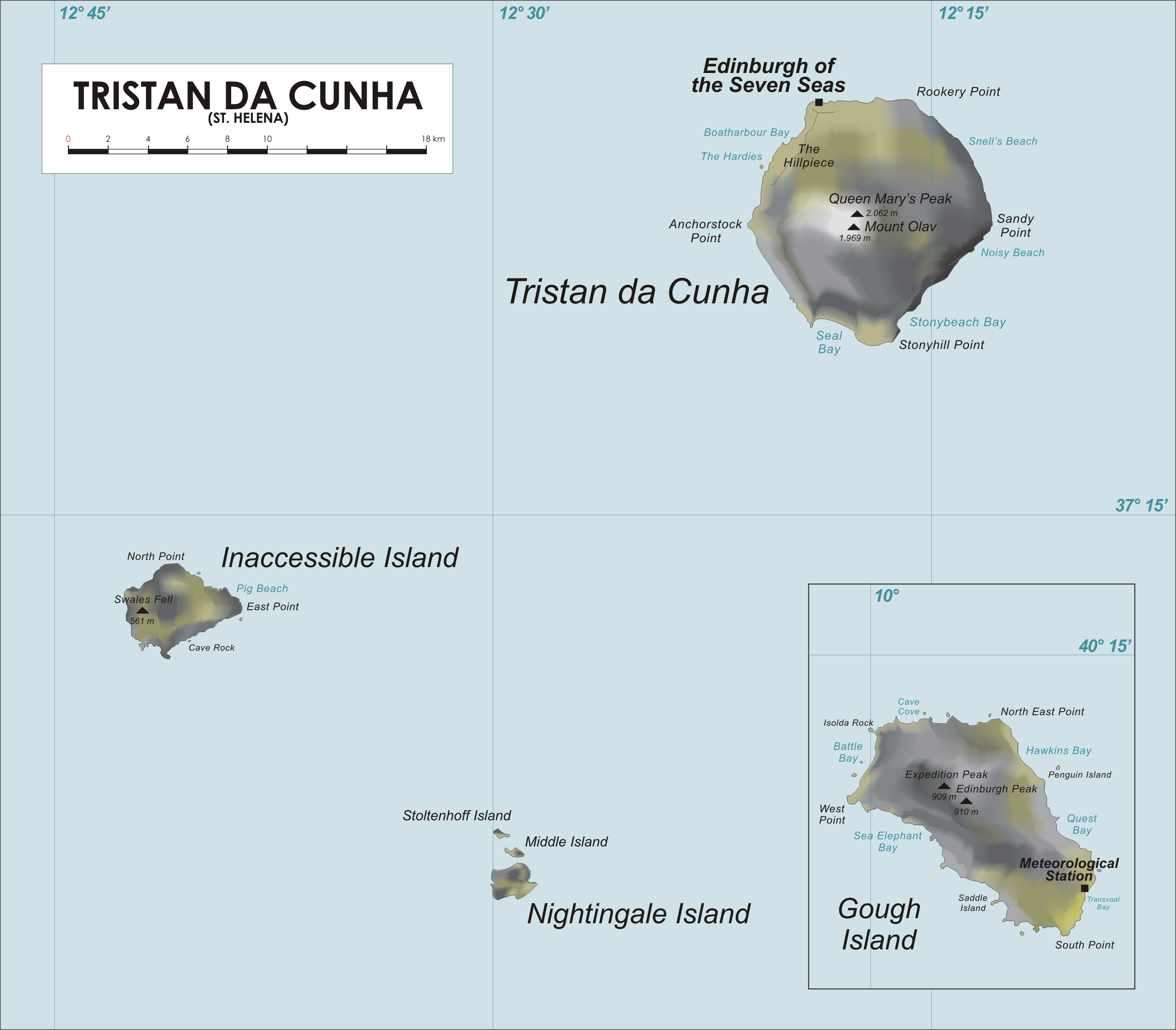
トリスタン・ダ・クーニャの地図

ストルテンホフ島（Stoltenhoff Island）とは南大西洋のイギリス領セントヘレナ・アセンションおよびトリスタンダクーニャに属するトリスタンダクーニャ諸島にある小島。
トリスタンダクーニャ島から南西34kmに位置し、すぐ近くのナイチンゲール島とミドル島と共にナイチンゲール諸島を結成している。面積0.10km2ほどの小さな無人島である。
島は火山性の粗面岩からなる険しい崖に囲まれ最高地点で99m。
島の名は1871年ストルテンホフ島から35kmに位置するイナクセシブル島へ入植を試みたドイツのガスタフとフリードリッヒのシュトルテンホフ兄弟の名に因んでいる。
座標: 南緯37度24分10秒 西経12度29分20秒 / 南緯37.40278度 西経12.48889度